# Lijst van koningen van Asturië
Dit is een lijst van koningen van Asturië, een rijk dat ontstond uit het Westgotenrijk en uiteenviel in Castilië en León en bestond van 718 tot 924.
| Naam                                   | Periode | Opmerkingen                                                                   |
| -------------------------------------- | ------- | ----------------------------------------------------------------------------- |
| Don Pelayo                             | 718-737 | Visigotische edelman                                                          |
| Favila                                 | 737-739 | Zoon van Don Pelayo                                                           |
| Alfons I, de Katholieke                | 739-757 | Zoon van Peter van Cantabrië // Gehuwd met Ermesinda?, dochter van Don Pelayo |
| Fruela I, de Wrede                     | 757-768 | Zoon van koning Alfons I.                                                     |
| Aurelius                               | 768-774 | Neef van koning Alfons I                                                      |
| Silo                                   | 774-783 | Getrouwd met Adosina, dochter van koning Alfons I                             |
| Mauregato van Asturië, de Overweldiger | 783-789 | (bastaard)zoon van koning Alfons I                                            |
| Bermudo I, de Diaken                   | 789-791 | Broer van koning Aurelius                                                     |
| Alfons II, de kuise                    | 791-842 | Zoon van Fruela I, stierf kinderloos.                                         |
| Ramiro I, de Roede der Gerechtigheid   | 842-850 | Zoon van Bermudo I                                                            |
| Ordoño I                               | 850-866 | Zoon van Ramiro I                                                             |
| Alfons III, de Grote                   | 866-910 | Zoon van Ordoño, tevens koning van Galicië en Leon.                           |
| Fruela II                              | 910-924 | Zoon van Alfons III, in 924 gaat Asturië op in Koninkrijk León                |

## Vervolg
- Zie: Lijst van heersers van Castilië en León